# Ellen Lax
Ellen Lax (27 de agosto de 1885 – depois de 1974) foi uma física industrial alemã, conhecida pela publicação do livro em três volumes Taschenbuch für Chemiker und Physiker, em trabalho conjunto com Jean D’Ans. O primeiro volume foi publicado em 1943.
Logo após obter um doutorado começou a trabalhar em 1919 na Osram em Berlim. Desenvolveu em trabalho conjunto com Marcello Pirani em 1925 na Osram em Berlin dois processos para a produção da superfície interna de lâmpadas incandescentes. Em 1934 publicou um artigo detalhado sobre a técnica da iluminação. Até a emigraçãode Pirani em 1936 trabalhou em seu departamento científico, começando depois a trabalhar no Taschenbuch für Chemiker und Physiker para a Springer-Verlag. Também publicou no Handbuch der Physik.